# Carutu
Carutu je rijeka u Venezueli, pritoka rijeke Paragua. Pripada porječju rijeke Orinoco.